# Eupithecia subcanipars
Eupithecia subcanipars là một loài bướm đêm trong họ Geometridae.